# Conrad von Pappenheim (Oberst)

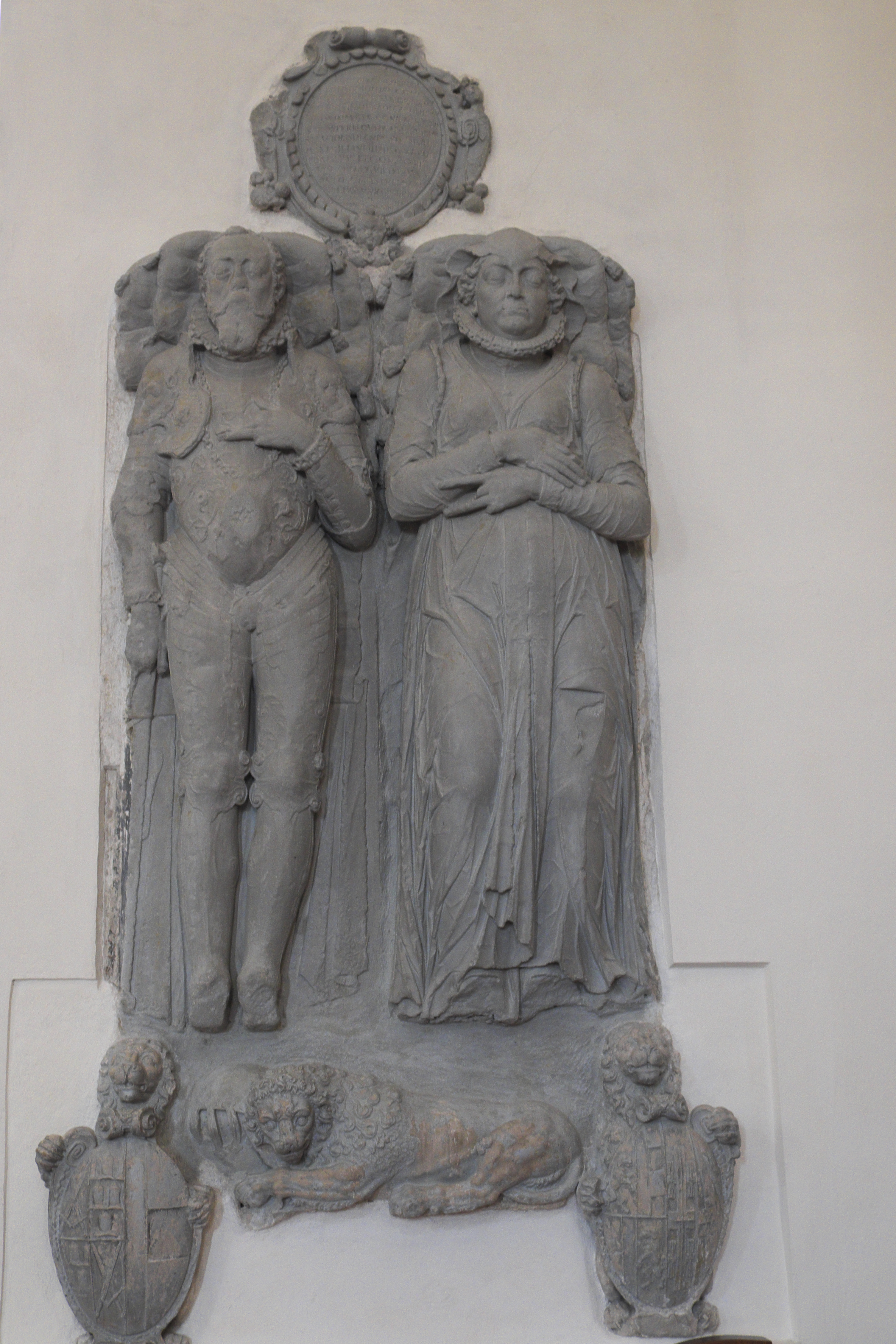
Epitaph für Conrad von Pappenheim und seine Gemahlin Catharina von Lamberg

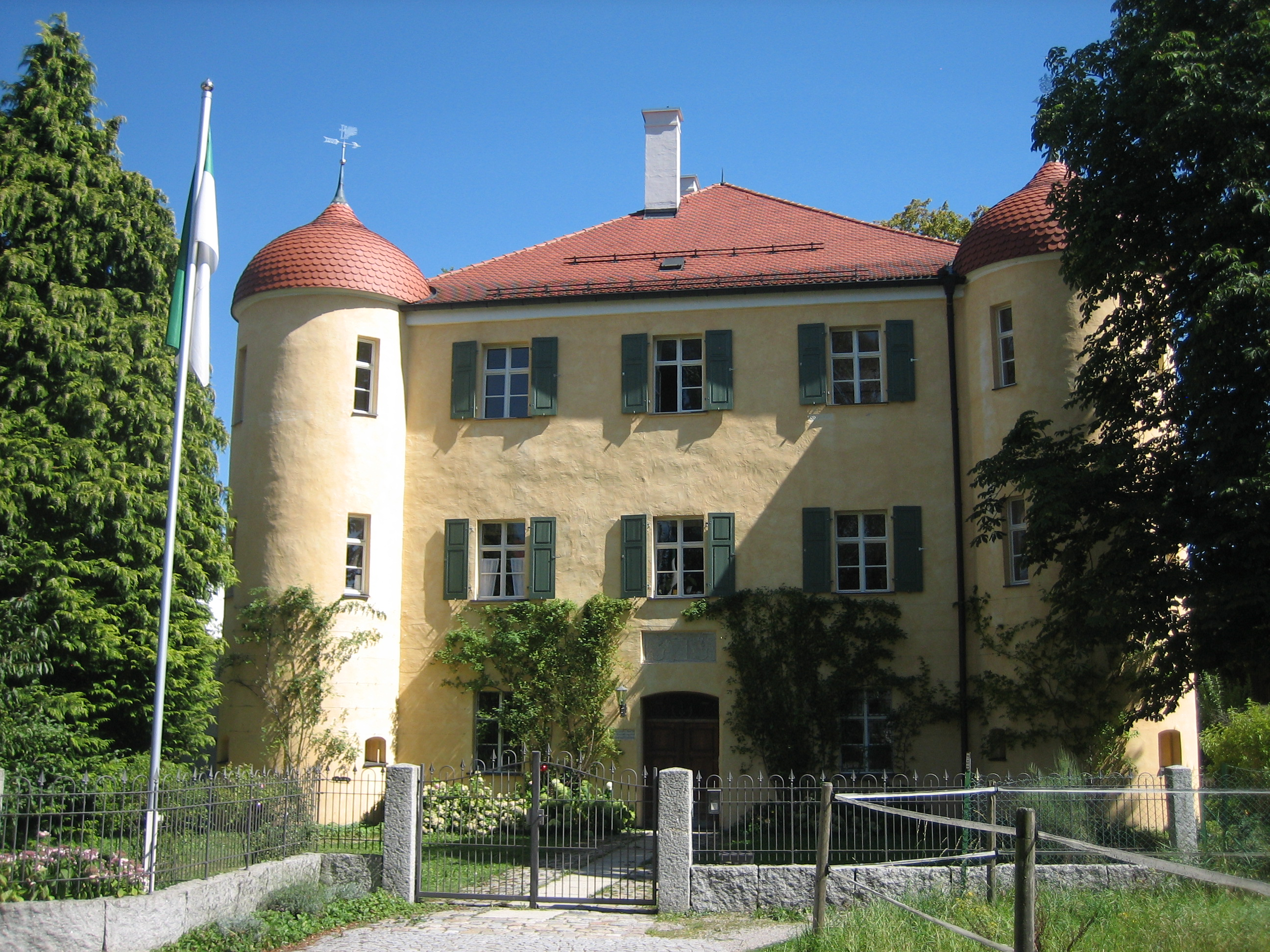
Schlößle in Bad Grönenbach, erbaut 1563

Conrad von Pappenheim (* 10. April 1534 auf Schloss Rotenstein; † 30. Juli 1603 in Tübingen), auch Conrad I. von Pappenheim genannt, war ein kaiserlicher Oberst aus dem Adelsgeschlecht derer von Pappenheim.

## Leben
Conrad von Pappenheim war einer von fünf Söhnen des Wolfgang von Pappenheim († 1558) und seiner Gemahlin  Margareta von Roth († 1555). Geboren wurde er im Jahr 1534 auf Schloss Rotenstein, heute nahe dem Ortsteil Rothenstein bei Bad Grönenbach. In der Erbteilung nach dem Tode seines Vaters wurde Conrad ausschließlich mit Geld abgefunden. Er trat unter Kaiser Ferdinand I. in den Hofdienst ein und übte diesen auch unter Maximilian II. und Rudolf II. aus. 1563 erbaute er zusammen mit seinen drei Brüdern Wolfgang, Christoph und Philipp von Pappenheim das Untere Schloss in Bad Grönenbach.
Am 23. Oktober 1572 erhielt Conrad von Pappenheim die schriftliche Zusage Kaiser Maximilians II. auf die „Expectanz“ der Landgrafschaft Stühlingen, von Schloss und Herrschaft Höwen (Hohenhewen), sowie auf die Stadt Engen. Als der letzte Nachfahre des bis dahin dort ansässigen Geschlechts der Grafen von Lupfen, Heinrich VI., 1582 starb, besetzte Conrad von Pappenheim das Schloss Hohenlupfen, sowie die Stadt Engen. Durch die Besetzung der ihm eigentlich rechtmäßig zustehenden Güter, zog er den Neid anderer Adeliger auf sich, welche über einigen Einfluss am Hofe Kaiser Rudolfs II. verfügten. Aus diesem Grund wurde Conrad von Pappenheim am 1. März 1591 in Arrest genommen und im Schloss Hohentübingen gefangen gehalten. 1594 versuchte Conrad von Pappenheim mit Hilfe einer Bittschrift seine Unschuld zu beweisen, was jedoch erfolglos blieb. Conrad von Pappenheim verstarb 1603 noch in Gefangenschaft.
In der Stadtkirche von Engen befindet sich für Conrad von Pappenheim und seine Gemahlin Catharina von Lamberg ein Epitaph, welches von seinem Sohn Maximilian 1604 errichtet wurde. Über dem Epitaph befindet sich eine Grabinschrift für die am 25. Oktober 1597 verstorbene Catharina; sie wurde trotz ihrer lutherischen Konfession in der Stadtkirche beigesetzt.

## Nachkommen
- Rudolf von Pappenheim († 1577)
- Maximilian von Pappenheim (* 1580; † 1639) ⚭ Elisabeth von Sayn-Wittgenstein († 1600) ⚭ Juliana von Wied († 1604) ⚭ Ursula Maria von Leiningen-Westerburg (* 1583; † 1638)
- Elisabeth von Pappenheim ⚭ Freiherr von Winneberg
- Catharina von Pappenheim
- Polyxena von Pappenheim ⚭ Freiherr Wolfgang von Hohensachsen